# José Monteiro
José Carlos da Silva Monteiro (Aveiro, 29 de Dezembro de 1956), - - 25 de Junho de 2014) foi um artista português.

## Biografia
Filho de dois lisboetas que se transferiram por motivos profissionais para Aveiro.
Cedo começou a manifestar uma tendência para criar coisas, em barro, plasticina, desenho, pintura, construções na areia e ilimitadas peças efémeras de Lego.
Nos anos 60 passou as suas férias em Albufeira onde observava uma inédita cultura que por lá se tinha instalado, era o "Flower power" toda aquela estética e ética (pôsteres psicodélicos, indumentária, e atitudes comportamentais no exercício da liberdade), despertou curiosidade, atracção e paixão.
"No início dos anos 70 tive o privilégio de ver em Lisboa, na Fundação Calouste Gulbenkian, retrospectivas de dois artistas geniais, J.M.W.Turner e Maria Helena Vieira da Silva, recordo-me que foi o acender do rastilho, fiquei extasiado, apercebi-me da força e do sentido que tinha isto de comunicar através da Arte, era um reforço para a já tímida e iniciada cruzada, na feitura de obras que me proporcionavam um equilíbrio existencial".